# Sergio Bubas
Sergio Nicolas Bubas (Esquel, 23 aprile 1989) è un calciatore argentino, attaccante della Virtus CiseranoBergamo.

## Carriera
Tra il 2009 ed il 2011 gioca in Primera B Nacional (la seconda divisione argentina) con la maglia del C.A.I., club in cui già aveva giocato a livello giovanile; nell'arco di queste tre stagioni totalizza complessivamente 68 presenze e 9 reti; l'anno seguente segna invece 6 reti nel Torneo Argentino A, la terza divisione argentina. Si trasferisce poi al Racing (C), con cui nella stagione 2012-2013 mette a segno 8 gol in 25 presenze nel Torneo Argentino A; segna inoltre un gol anche nella sua unica presenza stagionale in Copa Argentina.
Nel 2013 si trasferisce in Bolivia, al Real Potosí: qui, fa il suo esordio nelle competizioni internazionali sudamericane, segnando un gol in 2 presenze in Coppa Sudamericana. Gioca inoltre stabilmente da titolare nella prima divisione boliviana, nella quale gioca 35 partite e segna 9 reti. A fine anno cambia nuovamente nazione, andando a giocare in Venezuela: qui, con la maglia dei Metropolitanos di Caracas segna un gol in 17 presenze nella prima divisione locale, prima di tornare nuovamente a Potosí, questa volta al Nacional Potosí, con cui mette a segno 6 reti in 20 presenze nella prima divisione boliviana. Nel luglio del 2015 lascia la squadra per andare a giocare in Cile nel San Marcos de Arica, con cui nella stagione 2015-2016 segna in totale 2 reti in 19 presenze nella prima divisione cilena (14 presenze e 2 reti nel Torneo Apertura e 3 presenze senza reti nel Torneo Clausura).
Nel gennaio del 2017 va a giocare in Italia, alla Vibonese, formazione di Lega Pro: con i calabresi segna 2 gol in 12 partite di Lega Pro, più altri 2 gol in altrettante partite nei play-out. Viene riconfermato anche per la stagione successiva, disputata nel campionato di Serie D in seguito alla retrocessione dell'anno precedente.
Negli anni seguenti continua a giocare in Italia, fino al 2022 in Serie C (altre due stagioni alla Vibonese, una stagione divisa tra Juve Stabia ed un prestito alla Cavese ed una alla Fidelis Andria) e successivamente in Serie D (nuovamente alla Cavese, poi a Gelbison, Manfredonia e Virtus CiseranoBergamo).

## Palmarès

### Individuale
- Capocannoniere della Coppa Italia Serie C: 1

2021-2022 (4 gol)